# Peperomia elongata
Peperomia elongata Kunth – gatunek rośliny z rodziny pieprzowatych (Piperaceae). Pochodzi z Ameryki Południowej. W 2007 r. naukowcy brazylijscy odkryli w tym gatunku roślin substancje o działaniu  antynowotworowym.

## Morfologia
Roślina wiecznie zielona o mięsistych pędach i eliptycznych, jasnozielonych liściach z jaśniej wybarwionymi nerwami. Kwiaty niepozorne, zebrane w długie i zbite kłosy.